# William Brenton
William Brenton (* im frühen 17. Jahrhundert in England; † 1674 in Newport, Rhode Island) war ein englischer Politiker.
Die Brentons waren eine wohlhabende Familie während der Regentschaft von Charles I. Sie lebten in Hammersmith (London). Nach ihrer Auswanderung nach Neuengland diente William Brenton als Abgeordneter in Boston. Er war später Vizegouverneur der Colony of Rhode Island. Dann war er zwischen 1660 und 1661 Präsident der Kolonie. Unter der Charta von Charles II. bekleidete er zwischen 1666 und 1669 den Posten als Gouverneur in der Kolonie. Brenton erhielt aufgrund seiner Vermessungsarbeiten in der Kolonie ein großes Landstück zugesprochen. Er vermaß und plante einen beträchtlichen Teil von Newport, wo er ein großes Haus in der Nähe des heutigen Fort Adams erbaute. Ferner war er ein Quäker.

## Ehrungen
Der Brentons Point und das Brentons Reef sind nach ihm benannt.